# Llista de Béns Culturals d'Interès Nacional del Garraf
Llista de Béns Culturals d'Interès Nacional del Garraf inscrits en el Registre de Béns Culturals d'Interès Nacional (BCIN) del Departament de Cultura de la Generalitat de Catalunya per a la comarca del Garraf. Inclou els béns immobles més rellevants del patrimoni cultural que tenen la categoria de protecció de major rang com a unitat singular, conjunt, espai o zona amb valors culturals, històrics o tècnics.
L'any 2017, el Garraf tenia 25 béns culturals d'interès nacional classificats en 24 monuments històrics i 1 conjunt històric. A continuació es mostren les últimes dades disponibles ordenades per municipis.

## Patrimoni arquitectònic
| Monument                                                                              | Protecció      | Estil/època                                  | Localització                                                         | Coordenades                                          | Codi?         | Imatge |
| ------------------------------------------------------------------------------------- | -------------- | -------------------------------------------- | -------------------------------------------------------------------- | ---------------------------------------------------- | ------------- | --- |
| Castell de Canyelles                                                                  | BCIN 619-MH    | XV, XVII-XVIII                               | Canyelles Pl. del Castell                                            | 41° 17′ 13″ N, 1° 43′ 22″ E / 41.287083°N,1.722833°E | RI-51-0005235 | Castell de Canyelles · Vegeu més fotos d'aquest monument · Carregueu una nova foto d'aquest monument                                         |
| Castell de Cubelles                                                                   | BCIN 720-MH    | XVII                                         | Cubelles Pl. del Castell                                             | 41° 12′ 28″ N, 1° 40′ 21″ E / 41.207812°N,1.672515°E | RI-51-0005467 | Castell de Cubelles · Vegeu més fotos d'aquest monument · Carregueu una nova foto d'aquest monument                                          |
| Castell d'Olivella, Església de Sant Pere del Castell, el Molí del Rector, el Molinot | BCIN 1135-MH   | Romànic X-XII, XVIII                         | Olivella i Avinyonet del Penedès Camí de Can Muntaner i Can Vendrell | 41° 19′ 13″ N, 1° 48′ 50″ E / 41.320403°N,1.813943°E | RI-51-0002382 | Castell d'Olivella · Vegeu més fotos d'aquest monument · Carregueu una nova foto d'aquest monument                                           |
| Castell de Ribes, o Castell de Bell-lloc                                              | BCIN 1522-MH   | X-XI                                         | Sant Pere de Ribes Sota-ribes                                        | 41° 15′ 33″ N, 1° 45′ 51″ E / 41.259167°N,1.764167°E | RI-51-0005664 | Castell de Ribes (Sant Pere de Ribes) · Vegeu més fotos d'aquest monument · Carregueu una nova foto d'aquest monument                        |
| La Torre del Veguer                                                                   | BCIN 1523-MH   | Historicisme XIV-XV, XIX                     | Sant Pere de Ribes                                                   | 41° 15′ 04″ N, 1° 44′ 05″ E / 41.250977°N,1.734697°E | RI-51-0005665 | La Torre del Veguer (Sant Pere de Ribes) · Vegeu més fotos d'aquest monument · Carregueu una nova foto d'aquest monument                     |
| Torre de la Serra                                                                     | BCIN 1524-MH   | XV-XVI, XVIII-XIX                            | Sant Pere de Ribes La Serra                                          | 41° 15′ 20″ N, 1° 45′ 11″ E / 41.255653°N,1.752981°E | RI-51-0005666 | La Torre de la Serra (Sant Pere de Ribes) · Vegeu més fotos d'aquest monument · Carregueu una nova foto d'aquest monument                    |
| La Torre de Can Bruguera                                                              | BCIN 1525-MH   | XV-XVI                                       | Sant Pere de Ribes Can Bruguera                                      | 41° 14′ 41″ N, 1° 47′ 19″ E / 41.2447°N,1.788675°E   | RI-51-0005667 | Carregueu una nova foto d'aquest monument |
| Torre del Clot dels Frares                                                            | BCIN 1526-MH   | XV-XVI                                       | Sant Pere de Ribes Urbanització Rocamar                              | 41° 14′ 14″ N, 1° 46′ 52″ E / 41.237315°N,1.781118°E | RI-51-0005668 | La Torre del Clot dels Frares (Sant Pere de Ribes) · Vegeu més fotos d'aquest monument · Carregueu una nova foto d'aquest monument           |
| Vila Vella i primer eixample de Sitges                                                | BCIN 212-CH    | Barroc, modernisme, noucentisme Medieval-XXI | Sitges                                                               | 41° 14′ 07″ N, 1° 48′ 43″ E / 41.235209°N,1.812073°E | RI-53-0000137 | Vila Vella i primer eixample de Sitges · Vegeu més fotos d'aquest monument · Carregueu una nova foto d'aquest monument                       |
| Castell de Garraf                                                                     | BCIN 1568-MH   |                                              | Sitges Garraf                                                        | 41° 15′ 33″ N, 1° 54′ 04″ E / 41.259052°N,1.901111°E | RI-51-0005713 | Castell de Garraf (Sitges) · Vegeu més fotos d'aquest monument · Carregueu una nova foto d'aquest monument                                   |
| Castell de Campdàsens, o el Castellot                                                 | BCIN 1569-MH   | XIII-XV                                      | Sitges Cim turó serra del Garraf, sobre plana de Campdàsens          | 41° 14′ 59″ N, 1° 52′ 51″ E / 41.2498°N,1.8807°E     | RI-51-0005714 | Carregueu una nova foto d'aquest monument |
| Torre de Garraf o Torre de Can Güell                                                  | BCIN 1570-MH   | XIV-XV, XIX                                  | Sitges Garraf                                                        | 41° 15′ 20″ N, 1° 54′ 21″ E / 41.255537°N,1.905909°E | RI-51-0005716 | Torre de Garraf (Sitges) · Vegeu més fotos d'aquest monument · Carregueu una nova foto d'aquest monument                                     |
| Torre de defensa de Ca n'Amell                                                        | BCIN 1571-MH   | XVI                                          | Sitges Camí de Campdàsens a Vallcarca, a 1 km                        | 41° 15′ 04″ N, 1° 52′ 31″ E / 41.251094°N,1.875290°E | RI-51-0005717 | Torre de defensa de Ca n'Amell (Sitges) · Vegeu més fotos d'aquest monument · Carregueu una nova foto d'aquest monument                      |
| Torre de defensa de Campdàsens                                                        | BCIN 1572-MH   | XVI                                          | Sitges Campdàsens                                                    | 41° 15′ 37″ N, 1° 52′ 43″ E / 41.2604°N,1.878589°E   | RI-51-0005718 | Torre de defensa de Campdàsens (Sitges) · Vegeu més fotos d'aquest monument · Carregueu una nova foto d'aquest monument                      |
| Castell de Miralpeix                                                                  | BCIN 1573-MH   | XI-XII                                       | Sitges Turó de Miralpeix                                             | 41° 13′ 57″ N, 1° 46′ 22″ E / 41.232427°N,1.772841°E | RI-51-0005715 | Carregueu una nova foto d'aquest monument |
| Torre de defensa de Can Planes                                                        | BCIN 1750-MH   | XV-XVI                                       | Sitges Parc Natural del Garraf                                       | 41° 16′ 10″ N, 1° 52′ 23″ E / 41.2695°N,1.873086°E   | RI-51-0005719 | Torre de defensa de Can Planes (Sitges) · Carregueu una nova foto d'aquest monument                                                          |
| Museu Romàntic Can Llopis o Can Llopis i Bofill                                       | BCIN 4106-MH   | Neoclassicisme XVIII (1793)                  | Sitges C. Sant Gaudenci, 1                                           | 41° 14′ 13″ N, 1° 48′ 28″ E / 41.236944°N,1.807778°E | RI-51-0001329 | Museu Romàntic Can Llopis (Sitges) · Vegeu més fotos d'aquest monument · Carregueu una nova foto d'aquest monument                           |
| Museu del Cau Ferrat                                                                  | BCIN 4172-MH   | Eclecticisme, obra popular, historicisme XIX | Sitges C. Fonollar                                                   | 41° 14′ 06″ N, 1° 48′ 46″ E / 41.235067°N,1.812736°E | RI-51-0001328 | Museu del Cau Ferrat (Sitges) · Vegeu més fotos d'aquest monument · Carregueu una nova foto d'aquest monument                                |
| Masia d'en Cabanyes                                                                   | BCIN 446-MH-EN | Neoclassicisme XVIII                         | Vilanova i la Geltrú                                                 | 41° 14′ 26″ N, 1° 42′ 55″ E / 41.24062°N,1.71535°E   | IPA-517       | Masia de Can Cabanyes (Vilanova i la Geltrú) · Vegeu més fotos d'aquest monument · Carregueu una nova foto d'aquest monument                 |
| Castell de la Geltrú, seu de l'Arxiu Comarcal del Garraf                              | BCIN 1792-MH   | Gòtic, historicisme XII-XV, XX               | Vilanova i la Geltrú Pl. de Font i Gumà, 1, la Geltrú                | 41° 13′ 37″ N, 1° 43′ 40″ E / 41.22685°N,1.727778°E  | IPA-2007      | Castell de la Geltrú (Vilanova i la Geltrú) · Vegeu més fotos d'aquest monument · Carregueu una nova foto d'aquest monument                  |
| Torre d'Enveja o Torre de Sant Joan                                                   | BCIN 1793-MH   | Romànic XIII, XIX                            | Vilanova i la Geltrú Parc de la Quadra d'Enveja                      | 41° 13′ 29″ N, 1° 42′ 48″ E / 41.224735°N,1.713330°E | RI-51-0005770 | Torre d'Enveja (Vilanova i la Geltrú) · Vegeu més fotos d'aquest monument · Carregueu una nova foto d'aquest monument                        |
| Torre de Solicrup                                                                     | BCIN 1794-MH   | Obra popular XIII-XIX                        | Vilanova i la Geltrú                                                 | 41° 13′ 29″ N, 1° 44′ 32″ E / 41.2247°N,1.742277°E   | RI-51-0005771 | Torre de Solicrup (Vilanova i la Geltrú) · Vegeu més fotos d'aquest monument · Carregueu una nova foto d'aquest monument                     |
| Torre Quadrada del Mas de l'Esquerrer                                                 | BCIN 1795-MH   | XVII-XVIII, XX                               | Vilanova i la Geltrú Ctra. 246a                                      | 41° 12′ 34″ N, 1° 41′ 28″ E / 41.209513°N,1.691017°E | RI-51-0005772 | Torre Quadrada del Mas de l'Esquerrer (Vilanova i la Geltrú) · Vegeu més fotos d'aquest monument · Carregueu una nova foto d'aquest monument |
| Torre o Fortí Carlí a Ribes Roges                                                     | BCIN 1796-MH   | Obra popular XIX                             | Vilanova i la Geltrú Pg. de Ribes Roges                              | 41° 12′ 52″ N, 1° 43′ 31″ E / 41.214526°N,1.725228°E | RI-51-0005773 | Torre de Ribes Roges (Vilanova i la Geltrú) · Vegeu més fotos d'aquest monument · Carregueu una nova foto d'aquest monument                  |
| Biblioteca Museu Víctor Balaguer                                                      | BCIN 4181-MH   | Eclecticisme XIX Final                       | Vilanova i la Geltrú Av. Víctor Balaguer                             | 41° 13′ 17″ N, 1° 43′ 46″ E / 41.221383°N,1.729494°E | RI-51-0001334 | Biblioteca Museu Víctor Balaguer (Vilanova i la Geltrú) · Vegeu més fotos d'aquest monument · Carregueu una nova foto d'aquest monument      |